# París-Tours 1993
La París-Tours 1993 fue la 87.ª edición de la clásica París-Tours. Se disputó el 3 de octubre de 1993 y el vencedor final fue el belga Johan Museeuw del equipo GB-MG Maglificio.
Era la novena cursa de la Copa del Mundo de ciclismo de 1993.

## Clasificación general
|    | Ciclista                | Equipo                  | Tiempo     |
| -- | ----------------------- | ----------------------- | ---------- |
| 1  | Johan Museeuw           | GB-MG Maglificio        | 6h 34' 50" |
| 2  | Maurizio Fondriest      | Lampre-Polti            | m. t.      |
| 3  | Alexandr Gonchenkov     | Lampre-Polti            | + 5"       |
| 4  | Sean Kelly              | Festina-Loto            | m. t.      |
| 5  | Adrie van der Poel      | Mercatone Uno-Medeghini | m. t.      |
| 6  | Alain Van Den Bossche   | TVM-Bison Kit           | m. t.      |
| 7  | Martin van Steen        | TVM-Bison Kit           | m. t.      |
| 8  | Jean-Pierre Heynderickx | Collstrop-Assur Carpets | m. t.      |
| 9  | Jesper Skibby           | TVM-Bison Kit           | m. t.      |
| 10 | Fabio Baldato           | B-MG Maglificio         | m. t.      |